# Население Гондураса
Эта статья о населении Гондураса. Население Гондураса составляет 9 969 939 человек:
- 84 % метисов (смесь америндов и европейцев)
- 8 % белых (европейские гондурасцы)
- 3 % америндов
- 5 % афро-гондурасцев

## Метисы
Многие гондурасцы являются потомками африканских рабов, привезённых в Гондурас во время колониального периода, особенно в период бума в горнодобывающем конце XVI века. «Метисы» (америнды смешаны с европейцами) по-прежнему составляют около 86 % населения, с 7 % америнами, 4 % афро-гондурасцами, 3 % белых. Как и в других латиноамериканских странах, вопрос расового распределения является проблематичным. С начала XX века, по крайней мере, Гондурас был создан как страна «метисов», игнорируя и порой унизительные оба африканских компонента населения и часто также уцелевшее коренное население, что по-прежнему рассмотрено как чистая кровь. Из-за социальных опытов прилагалось, многие люди отрицают, что они африканского происхождения, и после того, как африканцы убыли и работники прибыли в Гондурас, активная кампания по дискретизации всех лиц африканского происхождения, создавшее человека смешанной расы, тревожно отрицает какое-либо африканское происхождение. Поэтому официальная статистика довольно равномерно представляют те люди, которые имеют родословную в пользу «двурасового» решения.

## Америнды
8 % америдского населения в Гондурасе включает в себя группы, которые не были полностью объединены в колониальном Гондурасе. Большинство из этих групп живут в бедных сельских племенах и, кроме ленка, сохранили свой язык.
Конфедерация Автохтонных Людей Гондураса и правительство Гондураса насчитывает 7 различных коренных групп:
- Чорти (25.000) — маянская группа, живущая на северо-западе на границе с Гватемалой;
- Гарифуна (98.000), говорящие на аравакских языках. Они живут на всём карибском побережье Гондураса, и на островах Бэй;
- Печ (или индейцы пая) (2500), живущие в небольшом районе в департаменте Оланчо;
- Толупан (также называются как хикаке или толь), живущие в департаменте Йоро и в резерве Монтанья-де-ла-Флор и частях департамента Йоро;
- Ленка (100.000) — индейцы, живущие в департаментах Валле и Чолутека;
- Мискито (40.000) — индейцы, живущие на северо-восточном побережье возле границы с Никарагуа, многие из которых смешанной расы и происходит от мискито-самбу.

## Афро-гондурасцы
Чёрнокожее население состоит в основном из гарифуна (народ африканского происхождения), которые живут вдоль побережья и на островах. Этническая группа, по оценкам 150 000 человек, имеет свои истоки в группе из островов Сент-Винсент в Карибах, которые прибыли в 1797 году. Гарифуна являются частью идентичности через театральные представления, такие как Лувавагу и Футбол.

## Другие этнические группы
На Гондурасе размещено значительное палестинское общество (подавляющее большинство из них христиане-арабы). Арабы-гондурасцы иногда называются как «туркос», поскольку они прибыли в Гондурас с турецкими туристическими документами в качестве своей родины, находящейся под контролем Османской империи. Палестинцы прибыли в страну в конце XIX — начале XX века, заявив о себе, особенно в городе Сан-Педро-Сула.
Есть в Гондурасе также небольшое китайское сообщество. Юрист Комитета по защите прав человека в Гондурасе заявил, что китайское общество в Гондурасе довольно маленькое. Многие из китайцев являются иммигрантами, приехавшими из Китая после революции и своих подчинённых.

## Языки
В Гондурасе говорят на следующих языках: английский, гарифуна, гондурасский жестовый, испанский, ленка, маянгна, мискито, печ, толь, чорти.